# Marie Joseph Brusse

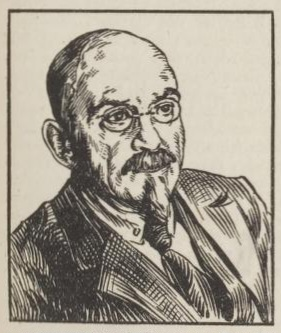
Marie Joseph Brusse

Marie Joseph (M.J., Rie) Brusse (* 26. Juni 1873 in Amsterdam; † 5. Januar 1941 in Alkmaar) war ein niederländischer Journalist und Schriftsteller. Laut einem seiner Söhne wurde er als Prinz der Journalisten bezeichnet.

## Leben
Brusse war ein Erneuerer des niederländischen Journalismus. Er war einer der ersten, der Situationen und Ereignisse aus seiner eigenen Beobachtungsperspektive beschrieb. Er war auch einer der ersten, der die von ihm geführten Interviews und Gespräche als eine Form des Dialogs beschrieb. Für seine Artikelserie über die Unterkünfte der Rotterdamer Seeleute arbeitete er (1898) Undercover. Jahrzehntelang schrieb er Tagesberichte und Feuilletons für den (damaligen) Nieuwe Rotterdamsche Courant unter dem Titel Onder de Menschen (deutsch: Unter den Menschen). Viele seiner Werke wurden in Buchform veröffentlicht. Ein Bestseller war sein Buch Het rosse leven en sterven van de Zandstraat (deutsch: Das rote Leben und Sterben der Zandstraat) über das Rotterdamer Huren- und Matrosenviertel rund um die Zandstraat.
Während des Ersten Weltkriegs berichtete er ausführlich über die Operationen niederländischer Ärzte und Krankenschwestern auf dem Balkan, sowohl in der Zeitung als auch in Buchform. Im Jahr 1915 veröffentlichte er Die Schrecken des Krieges in Serbien über die Ambulanz von Dr. Arius van Tienhoven in Valjevo und zwei Jahre später Ein niederländisches Krankenhaus in einer zerbombten Stadt über den Fronteinsatz von Dr. Henri van Dijk in Manastir. 2017, 100 Jahre nach der ersten Ausgabe, veröffentlichte die Stichting Studiecentrum Eerste Wereldoorlog (Stiftung Studienzentrum Erster Weltkrieg) dieses letzte Werk erneut.

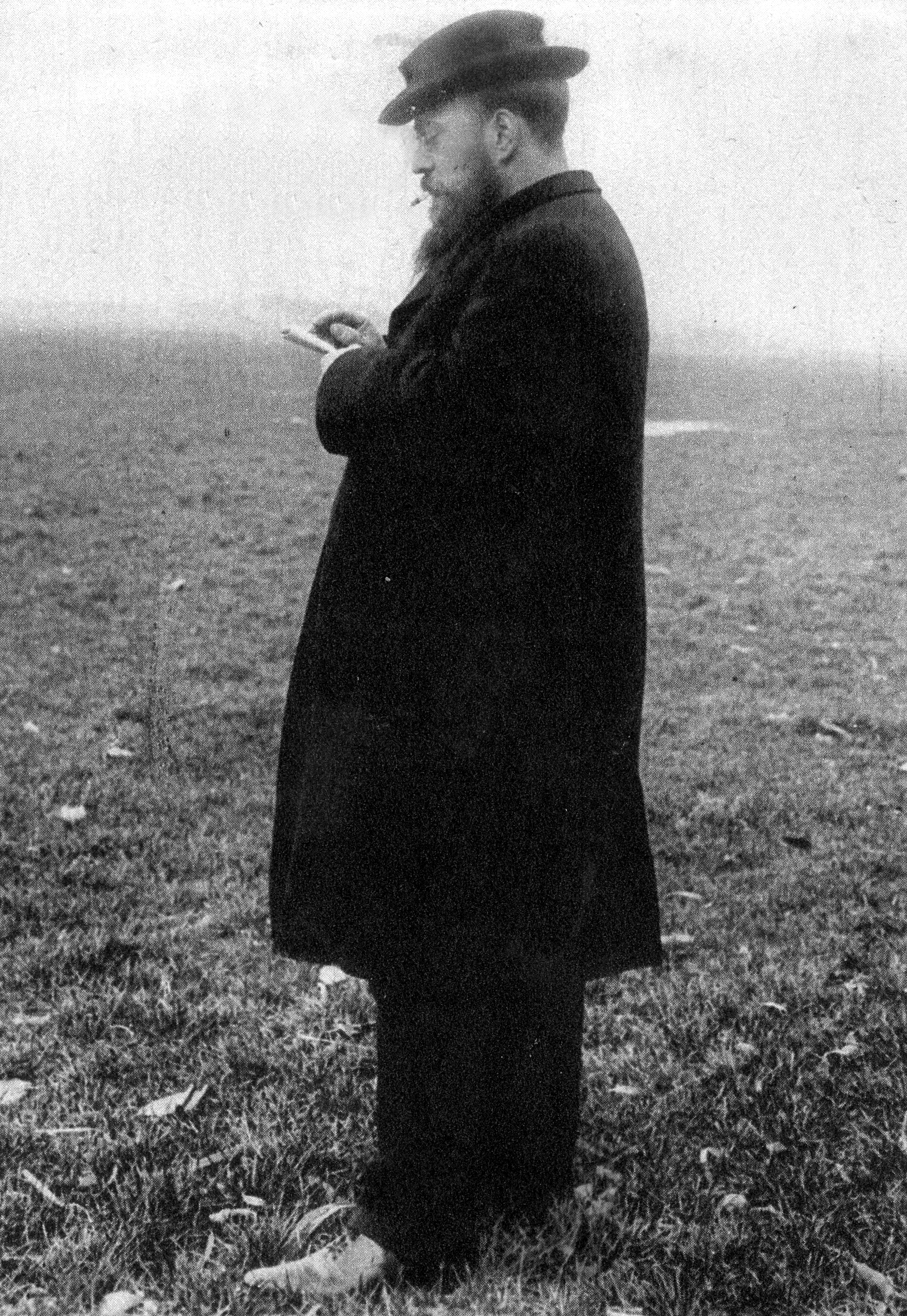
Rie Brusse

Sein Stück Boefje, das auf dem 1903 erschienenen gleichnamigen Buch basiert, genoss großen Ruhm und wurde viele hunderte Male mit der Schauspielerin Annie van Ees in der Titelrolle aufgeführt. Im Jahr 1939 kam eine Verfilmung mit der damals 45-jährigen van Ees in die Kinos. Im Jahr 1903 veröffentlichte er im Nieuwe Rotterdamsche Courant eine Serie mit dem Titel Boefje.
Die letzten Jahre seines Lebens verbrachte Brusse bei seiner Familie in Groet (Noord-Holland). Er starb 1941 im Krankenhaus in Alkmaar und ist auf dem Generalfriedhof in Schoorl begraben.

## Familie
Brusse hatte sieben Söhne aus drei Ehen, darunter den Schauspieler Kees Brusse.
Das Rotterdamer Verlegerduo Willy und Jo Brusse von W.L. & J. Brusse's Uitgeversmaatschappij, waren Brüder von M.J. Brusse (Rie). Dieser Verlag veröffentlichte auch die Bücher von M.J. Brusse.

## Brusse-Preis
Anlässlich des 15-jährigen Bestehens des Fonds Bijzondere Journalistieke Projecten wurde 2005 der M.J. Brusse-Preis ins Leben gerufen, der seit 2006 zunächst alle zwei Jahre verliehen wurde. Mit dem Preis war ein Betrag von 5000 Euro verbunden. Für die erste Auszeichnung bestand die Jury aus den Gründern des Fonds, Hans Maarten van den Brink, Emile Fallaux und Geert Mak. Der Preis wurde Jeroen Smit für sein Buch Het drama Ahold verliehen. Aufgrund der großen Zahl von Einreichungen wurde die Häufigkeit des Preises ab 2010 von zweijährlich auf jährlich umgestellt und die Preissumme auf 10.000 Euro erhöht.

## Statue
Am 14. März 1980 wurde eine von der Künstlerin Tineke Slingerland geschaffene Boefje-Statue von Bürgermeister André van der Louw auf dem Ammanplein in Rotterdam enthüllt.

## Publikationen über Brusse
- Peter Brusse: Onder de mensen. M.J. Brusse (1873–1941), journalist. Amsterdam, Uitgeverij Balans, 2017. ISBN 9789460034404